# 11998 Fermilab
11998 Fermilab eller 1996 AG7 är en asteroid i huvudbältet som upptäcktes den 12 januari 1996 av Spacewatch vid Kitt Peak-observatoriet. Den är uppkallad efter det amerikanska laboratoriet Fermilab.
Asteroiden har en diameter på ungefär 8 kilometer.